# Léon Jourez
 Léon Léopold Joseph Jourez, né à Braine-l'Alleud le 12 décembre 1857 et décédé à Saint-Gilles (Bruxelles) le 21 décembre 1945 fut un homme politique libéral wallon.
Il fut avocat, échevin et bourgmestre de Braine-l'Alleud, conseiller provincial de la province de Brabant, parlementaire.